# Землетрясение (коктейль)
«Землетрясе́ние» (фр. Tremblement de Terre, англ. Earthquake) — алкогольный коктейль, состоящий из абсента и коньяка или рома.

## История
Некоторые исследователи приписывают изобретение коктейля «землетрясение» французскому художнику-постимпрессионисту Анри де Тулуз-Лотреку, который якобы впервые смешал его для певицы и артистки кабаре Иветт Гильбер. Вместе с тем, подобный коктейль описывался Анри Балеста, который писал о нём в 1860 году, то есть за несколько лет до рождения как Тулуз-Лотрека, так и Гильбер.
Балеста писал, что в то время было принято смешивать абсент с водой, что однако, придавало напитку мутноватый цвет. При этом он упоминал, что абсентные алкоголики в последней стадии смешивали его с коньяком или ромом, что сохраняло как изумрудный цвет абсента, так и алкогольную крепость напитка.

## Рецепт
Традиционный коктейль времён Тулуз-Лотрека подразумевал смешение в равных пропорциях абсента и коньяка или рома. Современный вариант коктейля чуть более «мягок»: шейкере смешиваются 70 мл коньяка и 7 мл абсента. Подаётся в коньячном бокале со льдом и долькой лимона.